# Chiesa di San Giorgio (Palos de La Frontera)
La chiesa parrocchiale di San Jorge Mártir è un edificio cattolico situato nella città spagnola di Palos de la Frontera, nella provincia di Huelva, comunità autonoma dell'Andalusia.
Questo edificio è stato dichiarato Monumento Nazionale nel 1931.

## Storia
Dal pulpito della chiesa, nel maggio 1492, venne annunciata l'ordinanza reale firmata dai Re Cattolici e letta dal notaio di Palos, Francisco Fernandez, in cui si imponeva alla città di fornire a Cristoforo Colombo due caravelle entro dieci giorni.
La chiesa è realizzata in stile gotico-mudéjar il cui nucleo principale deve essere stato edificato dai Conti di Miranda alla metà del XV secolo, molto probabilmente sopra un edificio più antico (XIV secolo).

## Descrizione
La struttura della chiesa si distingue per l'austerità dei robusti contrafforti, la severità del suo portale principale, costruito in pietra, e le sue mura merlate, rendendolo molto simile ad un edificio militare. La cosiddetta Puerta de los Novios, attraverso la quale i marinai e lo stesso Cristoforo Colombo partirono per imbarcarsi all'alba del 3 agosto 1492, presenta invece una pregevole opera in laterizio bicolore che la rende un autentico e bellissimo esempio della perizia degli architetti dello stile mudéjar.
L'insieme della chiesa non sembra essere il risultato di progetti predefiniti, ma di un'evoluzione dettata dalla casualità, perché pur conservando la struttura di un antico tempio, l'abside sembra essere l'inizio di quello che sarebbe stato un sontuoso tempio tardo gotico, se non avessero interrotto i lavori all'inizio del XVI. Il suo campanile, a forma piramidale sfaccettata, risale alla seconda metà del 18º secolo, così come la parte del coro e la volta di una delle cappelle, perché furono costruite per riparare i danni causati dal terremoto di Lisbona del 1755, per merito del capomaestro dell'arcivescovado Fernando Rosales.